# Franz-Josef Vogt
Franz-Josef Vogt (* 30. Oktober 1985) ist ein ehemaliger liechtensteinischer Fussballspieler auf der Position eines Abwehrspielers.

## Karriere

### Verein
Franz-Josef Vogt begann seine Laufbahn 2002 beim FC Balzers. 2005 wurde Vogt für ein Jahr an den Schweizer Drittligisten Chur 97 ausgeliehen. Von 2006 bis 2010 spielte er wieder für den FC Balzers, ehe er 2010 vom USV Eschen-Mauren verpflichtet wurde. Über den Schweizer Verein FC Buchs kehrte Vogt 2016 zurück zum FC Balzers, für den er dann bis zu seinem Karriereende 2019 aktiv war.

### Nationalmannschaft
Vogt debütierte am 7. Juni 2003 beim 1:3 gegen Mazedonien im Rahmen der Qualifikation zur Europameisterschaft 2004 für die A-Nationalmannschaft Liechtensteins, als er in der 89. Minute für Matthias Beck eingewechselt wurde. Bis 2013 kam er zu 29 Einsätzen für sein Heimatland.